# Sabine Ginther
Sabine Ginther, née le 3 février 1970 à Vorderhornbach, est une ancienne skieuse alpine autrichienne.

## Biographie
Sabine Ginther remporte six titres aux championnats du monde juniors (un record chez les femmes) dont celui du super G (1988 et 1989), de la descente (1989), du slalom géant (1988) et combiné (1987 et 1988). Elle devient par la suite une des têtes d'affiche chez les seniors, remportant six épreuves de coupe du monde dont trois descentes, un slalom et un combiné. Elle remporte par ailleurs deux petits globes de cristal de combiné en 1991 et 1992. Enfin, elle termine seconde du classement général en 1991 derrière Petra Kronberger.
Toutefois, sa carrière subit un premier coup d'arrêt en 1992. La veille de l'épreuve de combiné des Jeux olympiques d'Albertville, dont elle est favorite, elle chute lourdement à l’entraînement au niveau d'un saut sur la piste « Roc de Fer » (à Méribel, la piste où se déroulent les épreuves féminines de ski alpin) et se blesse au dos. Une blessure grave qui l’empêche de poursuivre les Jeux olympiques et met fin à sa saison,. Moins d'un an après, alors qu'elle est revenu à la compétition avec succès et vient de signer deux nouveaux podiums en coupe du monde (troisième du combiné de Cortina d'Ampezzo puis troisième de la descente de Haus im Ennstal) elle se blesse à nouveau, lors d'un entraînement aux Mondiaux de Morioka. Elle souffre d'une rupture des ligaments du genou gauche, et doit de nouveau mettre fin à sa saison de manière prématurée,. Finalement cette blessure la décide à mettre un terme à sa carrière, à seulement 23 ans.

## Palmarès

### Championnats du monde
Sabine Ginther ne participe qu'à une unique édition des championnats du monde de ski alpin, en 1991 à Saalbach. Présente en en 1993 à Morioka elle se blesse gravement lors des entraînements, avant de pouvoir prendre part aus compétitions.
| Épreuve / Édition | Saalbach 1991 |
| Descente          | 6e            |

### Coupe du monde
Sabine Ginther prend son premier départ en coupe du monde en 1988 en super-G à Schladming et y effectue cinq saisons jusqu'à sa retraite sportive précoce.
- Meilleur résultat au classement général : 2e en 1991[8].
- Vainqueur de la coupe du monde de combiné en 1991 et 1992[8].
- Seconde de la coupe du monde de descente en 1991[8].
- 14 podiums dont 6 victoires : 3 en descente, 1 en slalom et 2 en combiné[1].

#### Différents classements en coupe du monde
| Année/Classement | Année/Classement | Général | Général | Descente | Descente | Slalom | Slalom | Géant  | Géant  | Super-G | Super-G | Combiné | Combiné |
| ---------------- | ---------------- | ------- | ------- | -------- | -------- | ------ | ------ | ------ | ------ | ------- | ------- | ------- | ------- |
| Année/Classement | Année/Classement | Class.  | Points  | Class.   | Points   | Class. | Points | Class. | Points | Class.  | Points  | Class.  | Points  |
| 1989             | 1989             | 78e     | 2       | -        | -        | -      | -      | -      | -      | 29e     | 2       | -       | -       |
| 1990             | 1990             | 49e     | 21      | 27e      | 5        | -      | -      | 24e    | 10     | 24e     | 6       | -       | -       |
| 1991             | 1991             | 2e      | 195     | 2e       | 122      | 27e    | 4      | 27e    | 6      | 8e      | 28      | 1re     | 35      |
| 1992             | 1992             | 6e      | 746     | 7e       | 248      | 11e    | 224    | 25e    | 70     | 55e     | 4       | 1re     | 200     |
| 1993             | 1993             | 28e     | 281     | 22e      | 134      | 41e    | 36     | 36e    | 29     | 34e     | 22      | 6e      | 60      |

#### Détail des victoires
| Édition / Épreuve | Descente         | Slalom  | Combiné             | Total |
| 1991              | Lake Louise Vail | -       | -                   | 2     |
| 1992              | Grindelwald      | Schruns | Schruns Grindelwald | 4     |
| Total             | 3                | 1       | 2                   | 6     |

### Coupe d'Europe
Avant de briller au niveau mondial, Sabine Ginther ski en coupe d'Europe, dont elle remporte le classement de descente et le classement général en 1989.

### Championnats du monde juniors
Sabine Ginther a participé à trois éditions des Championnats du monde juniors de ski alpin de Sälen et Hemsedal en 1987 à Alyeska Resort en 1989. Elle est titrée à six reprise, le record féminin des championnats du monde juniors.
| Épreuve / Édition | / Sälen et Hemsedal 1987 | Madonna di Campiglio 1988 | Alyeska Resort 1989 |
| Descente          | Argent                   | Argent                    | Or                  |
| Super G           | —                        | Or                        | Or                  |
| Slalom géant      | 4e                       | Or                        | 5e                  |
| Slalom            | 9e                       | 9e                        | —                   |
| Combiné           | Or                       | Or                        | —                   |

### Arlberg-Kandahar
- Meilleur résultat : 3e place du combiné 1993 à Cortina d'Ampezzo